# Miraç
Miraç (arabisch معراج) ist ein türkischer männlicher Vorname arabischer Herkunft, der auch als Familienname auftritt und sich auf die Himmelfahrt des Propheten Mohammed bezieht.

## Namensträger

### Vorname
- Miraç Barik (* 1986), türkischer Fußballspieler
- Miraç Kal (* 1987), türkischer Radrennfahrer

### Familienname
- Ayça Miraç (* 1986), deutsch-türkische Jazzmusikerin
- Yaşar Miraç (* 1953), türkischer Schriftsteller